# FNNスーパーニュースKANSAI
『FNNスーパーニュースKANSAI』（エフエヌエヌスーパーニュースカンサイ）は、1998年3月30日から2001年4月1日までに関西テレビで生放送された夕方の関西ローカルワイドニュース番組。

## 番組概要
- 1998年3月30日、キー局・フジテレビの夕方ニュース番組が「FNNスーパーニュース」となったことに伴いスタート。

- 1978年10月2日に開始された「アタック630」以来、夕方の関西ローカルニュースに一貫して19年間半「アタック」シリーズの名前を引き継いできた関西テレビだが、この夕方ニュース番組は初めて「アタック」以外のタイトルを名乗った番組である。

- 番組開始から半年間は18時の全国ニュース開始まで杉本なつみが「風のスタジオ」というタイトルで屋外から天気予報や季節の話題を伝えるコーナーを放送するなど、在阪他局とは一線を画す試みが行われていた[1]。なお、全国ニュースの開始時刻が繰り上がった1998年10月以降は、冒頭オープニングタイトルの後すぐ豊田・中島→林部が登場し、キャスター挨拶に続いてローカルパートのヘッドラインを伝えた後、豊田が「まず東京から全国のニュースをお伝えします」と言ったところでフジテレビ送出の映像に切り替えていた。

- 1998年3月30日から2000年3月31日まではフジテレビからの全国スポーツニュース（18:20頃 - 18:25）をネットしていた。

- 東京発全国ニュースとスポーツニュースが一体になっていたためとはいえ、関西テレビは「FNNスーパータイム」（アタック600）以来夕方のスポーツニュースをネットしない傾向にあるため異例である。また関西テレビ独自のスポーツコーナーも別に放送された。

- 2000年4月3日、番組末期はフジテレビの「スーパーニュース」がリニューアルされたことに伴いオープニングCGが新しいものとなったが、スポーツコーナーのネットを取りやめたこと以外に番組内容にはほとんど変化がなかった。

- 2001年4月1日（平日版は3月30日）終了。後継番組は「FNNスーパーニュースほっとカンサイ」（平日）、「FNNスーパーニュースWEEKEND」（週末）となる。なお、週末版の「FNNスーパーニュースWEEKEND」のローカルニュース後の提供クレジットの際のBGMは、2015年3月29日（日曜日）放送まで当番組のものが使用されていた。

## 歴代出演者

### 平日版
| 期間      | 期間       | メインキャスター | メインキャスター | スポーツ   | 天気   |
| 期間      | 期間       | 男性             | 女性             | スポーツ   | 天気   |
| --------- | ---------- | ---------------- | ---------------- | ---------- | ------ |
| 1998.3.30 | 1998.12.28 | 豊田康雄         | 中島優子         | 杉本なつみ | 竹内隆 |
| 1999.1.4  | 2001.3.30  | 豊田康雄         | 林部香織         | 杉本なつみ | 竹内隆 |

### 週末版
- 杉山一雄
- 片山三喜子
- 岡林豊明
- 山田恭弘
- 岡本栄

## 放送時間
| 期間      | 期間      | 放送時間        | 放送時間      | 放送時間      | 平日ローカル枠   | 平日ローカル枠 |
| 期間      | 期間      | 月曜日 - 金曜日 | 土曜日        | 日曜日        | 17時台           | 18時台         |
| --------- | --------- | --------------- | ------------- | ------------- | ---------------- | -------------- |
| 1998.3.30 | 1998.9.30 | 17:54 - 19:00   | 18:00 - 18:30 | 17:30 - 18:00 | 17:54 - 18:00    | 18:26 - 19:00  |
| 1998.10.1 | 2000.4.2  | 17:54 - 19:00   | 18:00 - 18:30 | 17:30 - 18:00 | 17:54 - 17:55.40 | 18:26 - 19:00  |
| 2000.4.3  | 2001.4.1  | 17:54 - 19:00   | 18:00 - 18:30 | 17:30 - 18:00 | 17:54 - 17:54.40 | 18:20 - 19:00  |